# Коупленд, Эдвин Бингхэм
Эдвин Бингхэм Коупленд (англ. Edwin Bingham Copeland, 1873 — 1964) — американский ботаник, агроном и миколог.

## Биография
Эдвин Бингхэм Коупленд родился 30 сентября 1873 года в городе Монро в штате Висконсин.
В 1909 году Коупленд основал Филиппинский колледж сельского хозяйства в Лос-Баносе, Лагуна, который теперь известен как Филиппинский университет Лос-Баноса, и был его деканом, а также профессором физиологии растений в течение восьми лет (1909—1917). Он внёс значительный вклад в ботанику, описав множество видов растений.
Эдвин Бингхэм Коупленд умер 16 марта 1964 года в Чико (штат Калифорния).

## Научная деятельность
Эдвин Бингхэм Коупленд специализировался на папоротниковидных и на микологии.

## Публикации
- Copeland, E. B. What is a plant? 1927 Science 65: 388—390.